# 奥原しんこ
奥原 しんこ（おくはら しんこ、1973年 - ）は、日本のアーティスト、イラストレーター。
宮城県生まれ。横浜美術短期大学、セツ・モードセミナー卒業。

## 人物
ペイントとコラージュを融合した独特の世界観の作品を制作し、主に書籍や広告、CM、CDジャケットなどのアートワークを手掛け、スタイリストの飯嶋久美子と共に手掛けるコラボレーションブランドCHEESE monger（チーズマンガー）ではテキスタイルデザインを担当している。

## 作品

### 著作
- 「KU U KI」 hip出版（2004年）
- 「眠る人 / Sleeping figure」（2008年）

### アルバムジャケット
- 久石譲
  - 『Shoot The Violist』
  - 『CURVED MUSIC II 〜CM Tracks of JOE HISAISHI〜』
  - 『PRIVATE』